# Spitaksar
De Spitaksar of Spitakasar (Armeens: Սպիտակասար, letterlijk: witte berg) is een vulkaan in de provincie Ararat in Armenië. De berg heeft een hoogte van 3555 of 3560 meter boven zeeniveau en is daarmee de op een na hoogste top in het gebergte Geghama. 
De vulkaan is een lavakoepel bestaande uit fluoriet, ontstaan langs een spleetvormig eruptiekanaal van 15 kilometer lang. Met een diameter van ongeveer 3500 meter, steekt de vulkaan ongeveer 500 meter boven het omliggende land uit. De oostelijke en noordelijke flanken worden gekenmerkt door de aanwezigheid van gletsjers.